# Jan Kempiński
Jan Kempiński ps. „Błysk”, „Jan Nowak” (ur. 4 lutego 1921 w Jaskółkach, zm. 21 czerwca 1946 w Poznaniu) – partyzant antyhitlerowskiego i antykomunistycznego ruchu oporu.

## Życiorys

### Młodość i wojna
Był synem rolnika Władysława i Julii z domu Cebulskiej, z wyróżnieniem ukończył szkołę w Raszkowie, zaliczył także trzy klasy gimnazjum (naukę przerwał wybuch II wojny światowej). W grudniu 1939 wstąpił do Związku Walki Zbrojnej, działalność konspiracyjną przerwało wywiezienie go na roboty w głąb Rzeszy. W Westfalii jako członek plutonu budowlanego zaangażował się w działalność sabotażową za co w 1943 został aresztowany i poddany ciężkiemu śledztwu. Skazano go na deportacje do KL Dachau, zdołał jednak uciec w trakcie leczenia szpitalnego. Przedostał się do Generalnego Gubernatorstwa i wstąpił do Armii Krajowej przybierając pseudonim „Błysk”. W jej szeregach walczył na terytorium Kielecczyzny w oddziale kpt. Eugeniusza Kaszyńskiego ps. „Nurt” gdzie brał udział m.in. w akcji odbicia więźniów z Kielc. Za zasługi w Górach Świętokrzyskich został czterokrotnie odznaczony i przeniesiony na Lubelszczyznę do konspiracyjnej Wyższej Szkoły Wojskowej. Po jej ukończeniu został skierowany do oddziału por. Stefana Dębickiego ps. „Kmicic” a następnie do OP 7 kpt. Bolesława Flisiuka ps. „Jarema”. Wziął udział m.in. w akcji odbicia więźniów z Zamku Lubelskiego oraz (wspólnie z regularnymi oddziałami Armii Czerwonej) rozbił niemiecki 62 Pułk. Ogółem w czasie całej wojny Kempiński wraz z podkomendnymi zlikwidował 362 „SS- manów”, 7 konfidentów, zaminował 8 pociągów, rozbił kilka posterunków żandarmerii. 
Po wyzwoleniu Lubelszczyzny spod niemieckiej okupacji ujawnił się pod fałszywym nazwiskiem Jan Nowak (ur. 15 stycznia 1915) i 1 sierpnia 1944 wstąpił do Milicji Obywatelskiej. Został skierowany do pracy w IV Komisariacie Komendy Miejskiej MO w Lublinie.

### Walka z rządem Polski Ludowej
Po dwóch tygodniach pracy w MO Kempiński porzucił służbę wstępując w szeregi oddziału Pogotowia Akcji Specjalnej Narodowych Sił Zbrojnych kpt. Mieczysława Pazderskiego ps. „Szary”, brał udział m.in. w pacyfikacji wsi Wierzchowiny, w której oddział „Szarego” zamordował od 194 do 196 cywilnych mieszkańców (w tym 65 dzieci do 11 roku życia). Po rozbiciu oddziału PAS NSZ przez Korpus Bezpieczeństwa Wewnętrznego i RKKA „Błysk” powrócił do rodzinnej Wielkopolski nawiązując kontakt z Samodzielną Grupą Operacyjną „Warta”. Na rozkaz ppłk Andrzeja Rzewuskiego ps. „Hańcza” zorganizował na południu regionu oddział partyzancki podległy „Warcie”. 25 września 1945 oddział „Błyska” przeprowadził pierwszą akcję zbrojną opanowując w Dobrzycy posterunek MO, pocztę i gorzelnię, w nocy z 6 na 7 października 1945 r. w Krzywosądowie zatrzymano samochód z trzema działaczami PPR z Ostrowa Wielkopolskiego, których zamordowano po uprzednim przesłuchaniu. 9 października oddział „Błyska” przeprowadził akcję w Sulmierzycach, zajmując budynek UB i posterunek MO oraz w Odolanowie opanowując placówkę MO i pocztę, następnego dnia w Kuczkowie dokonano zatrzymania por. Tadeusza Palaka i sierż. Kazimierza Sikorskiego z jarocińskiego PUBP, dwóch oficerów poznańskiej MO i jednego żołnierza WP (po przesłuchaniu milicjantów i żołnierza wypuszczono na wolność, pozostałych więźniów rozstrzelano). W nocy z 10 na 11 października część oddziału pod dowództwem por. „Alego” zaatakował więzienie w Koźminie Wielkopolskima w nocy z 15 na 16 października rozbito posterunek MO w tym mieście. 16 października we wsi Kościelec-Kolonia starł się z dwoma grupami operacyjnymi KBW z Kalisza i Ostrowa Wielkopolskiego („Warta” straciła jednego zabitego i dwóch rannych a KBW czterech ludzi), dwa dni później zamordowano Czesława Kolędę, działacza PPS z Raszkowa. Oprócz działalności wymierzonej w polski aparat bezpieczeństwa oddział WSGO „Warta” rozbrajał niedobitki hitlerowców, niszczył szajki rabunkowe, napadał na radzieckie konwoje transportujące zagrabiony majątek, odbierali im bydło rozdając wśród rolników. Środki na swoją działalność, utrzymanie i broń brali z napadów na państwowe gorzelnie, państwowe konwoje z pieniędzmi. Nigdy nie napadali na osoby prywatne dzięki czemu miejscowa ludność nie była im nieprzychylna.
Ostatnią akcją por. „Błyska” było opanowanie Odolanowa. 22 października 1945 trzydziestu partyzantów WSGO „Warta” weszło do miasta niszcząc linie telefoniczne, bez jednego wystrzału opanowano posterunek MO rekwirując żywność i pieniądze, w miejskiej kasie pozostawiono pokwitowanie z podpisem Wojsko Polskie Armia Krajowa. Po opuszczeniu miasta oddział został okrążony przez dwukrotnie silniejszą grupę operacyjną KBW, UBP i NKWD. W wyniku starcia zginęło 24 partyzantów, rannemu Kempińskiemu udało się uciec. Dowództwo na niedobitkami oddziału objął kpt. Marian Wasilewski ps. „Wilk” a po nim „Janek” i „Huragan”. Działalność partyzancka w rejonie Ostrowa trwała do połowy 1946. Ostatnia potyczka miała miejsce pod Benicami. Ocalali żołnierze oddziału „Błyska” ujawnili się przy okazji amnestii 22 lutego 1947.

### Aresztowanie i śmierć
Jan Kempiński aresztowany został w Poznaniu 17 grudnia 1945. Za partyzancką działalność antyrządową sąd skazał go na karę śmierci, wyrok wykonano 21 czerwca 1946. 22 września 1994 Sąd Wojewódzki w Poznaniu zrehabilitował „Błyska” uznając wyrok za nieważny.

## Odznaczenia
- Krzyż Złoty Orderu Wojennego Virtuti Militari[10]
- Krzyż Srebrny Orderu Wojennego Virtuti Militari
- Krzyż Walecznych (czterokrotnie[potrzebny przypis])
- Brązowy Krzyż Zasługi z Mieczami